# Procladius recurva
Procladius recurva är en tvåvingeart som beskrevs av Oskar Augustus Johannsen 1931. Procladius recurva ingår i släktet Procladius och familjen fjädermyggor. Inga underarter finns listade i Catalogue of Life.